# Glenurus posticus
Glenurus posticus is een insect uit de familie van de mierenleeuwen (Myrmeleontidae), die tot de orde netvleugeligen (Neuroptera) behoort. 
Glenurus posticus is voor het eerst wetenschappelijk beschreven door Navás in 1913.